# Слънчев камък
Слънчевият камък е плагиоклазен фелдшпат, който гледан под определен ъгъл има брилянтни отблясъци. По тази причина се използва като скъпоценен камък. Открит е в южна Норвегия, както и на няколко места в САЩ. Слънчевият камък е официален символ на щата Орегон.
Само орегонския слънчев камък съдържа включена мед в структурата си, която придава по-тъмен цвят на камъка.

## Галерия
- Различни представители на слънчев камък
- Необработен слънчев камък
- Неполиран слънчев камък
- Различни по цвят, обработени